# LY-334,370
LY-334,370 je selektivni agonist  receptora koga razvija Eli Lili i kompanija za lečenje migrenske glavobolje. Lek je pokazao efikasnost u fazi II kliničkih ispitivanja, ali je dalji razvoj zaustavljen usled ustanovljene toksičnosti u životinjskim ispitivanjima.

## Literatura
1. ↑   уреди
2. ↑  Evan E. Bolton; Yanli Wang; Paul A. Thiessen; Stephen H. Bryant (2008). „Chapter 12 PubChem: Integrated Platform of Small Molecules and Biological Activities”. Annual Reports in Computational Chemistry. 4: 217—241. doi:10.1016/S1574-1400(08)00012-1.
3. ↑  Dupuis DS, Colpaert FC, Pauwels PJ (1998). „G-protein activation at 5-HT1A receptors by the 5-HT1F ligand LY-334,370 in guinea-pig brain sections and recombinant cell lines”. Br. J. Pharmacol. 124 (2): 283—90. PMID 9641544. doi:10.1038/sj.bjp.0701832.
4. ↑  Shepheard S, Edvinsson L, Cumberbatch M, Williamson D, Mason G, Webb J, Boyce S, Hill R, Hargreaves R (1999). „Possible antimigraine mechanisms of action of the 5HT1F receptor agonist LY-334,370”. Cephalalgia. 19 (10): 851—8. PMID 10668103. doi:10.1046/j.1468-2982.1999.1910851.x.
5. ↑  Goldstein DJ, Roon KI, Offen WW, Ramadan NM, Phebus LA, Johnson KW, Schaus JM, Ferrari MD (2001). „Selective seratonin 1F (5-HT1F) receptor agonist LY334370 for acute migraine: a randomised controlled trial”. Lancet. 358 (9289): 1230—4. PMID 11675061. doi:10.1016/S0140-6736(01)06347-4.
6. ↑  Ramadan NM, Buchanan TM (2006). „New and future migraine therapy”. Pharmacol. Ther. 112 (1): 199—212. PMID 16797716. doi:10.1016/j.pharmthera.2005.04.010.

## Spoljašnje veze
- 4-fluoro-N-(3-(1-methyl-4-piperidinyl)-1H-indol-5-yl)benzamide на 

|  | Molimo Vas, obratite pažnju na važno upozorenje u vezi sa temama iz oblasti medicine (zdravlja). |